# Paradilla del Alcor

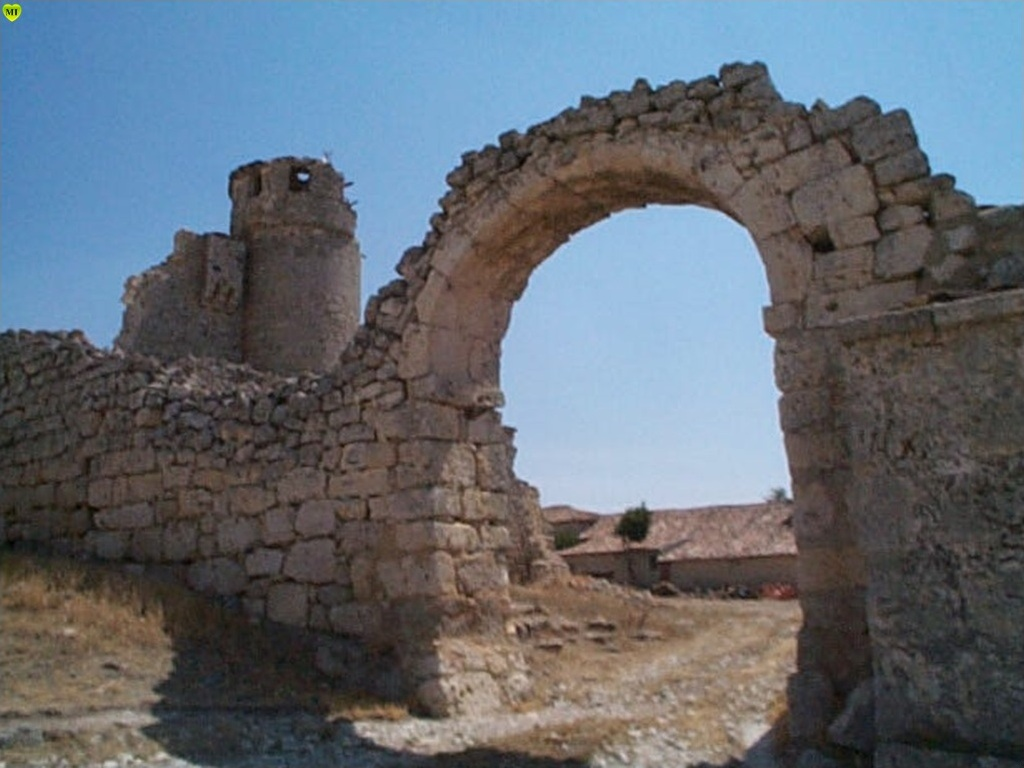
Restos del castillo

Paradilla del Alcor es una localidad perteneciente al municipio de Autilla del Pino, en la provincia de Palencia, comunidad autónoma de Castilla y León, España. En la actualidad es una finca agrícola privada.

## Historia

### sigloXIX
Así se describe a Paradilla del Alcor en la página 685 del tomo XII del Diccionario geográfico-estadístico-histórico de España y sus posesiones de Ultramar, obra impulsada por Pascual Madoz a mediados del siglo XIX:

PARADILLA

Villa agregada al ayuntamiento de Autilla del Pino en la provincia, partido judicial y diócesis de Palencia (2 leguas), audiencia territorial y capitanía general de Valladolid (9 1/2).
Situada en terreno llano y próximo al monte de Torozos; el clima es sano, frío y bien ventilado.
Consta de 14 casas de pobre construcción; iglesia parroquial bajo la advocación de San Pelayo, y servida por un cura de entrada y provisión del ordinario.
El término confina por N con Autilla del Pino; E jurisdicción de Palencia; S Paredes del Monte, y O Pedraja de Campos.
El terreno es de mediana calidad; los caminos locales y en mediano estado, y la correspondencia se recibe de la capital de provincia.
Producciones: trigo, cebada, centeno y algunas legumbres; se cría ganado lanar y poco vacuno; caza de liebres, perdices y codornices.
Industria: la agrícola; comercio: la venta del sobrante de sus productos y la importación de algunos artículos de consumo ordinario.
Población: 12 vecinos, 48 almas.

Capital productivo: 44.540 reales. Imponible: 8.950 reales.